# Planksteklar
Planksteklar (Sapygidae) är en familj av steklar. Planksteklar ingår i ordningen steklar, klassen egentliga insekter, fylumet leddjur och riket djur.
Familjen innehåller bara släktet Sapyga.

## Bildgalleri

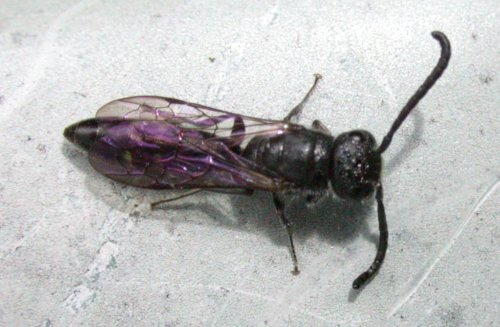